# Цзилиньский университет
Цзилиньский университет (кит. 吉林大学, аббревиация — JLU или 吉大) — ведущий национальный университет в КНР, под непосредственным управлением Министерства образования КНР.

## История
Был основан в 1946 году и ранее назывался Северо-восточный университетский колледж, располагался в Харбине, провинция Хэйлунцзян. Университет неоднократно менял названия и объединялся со многими региональными университетами и колледжами. В мае 1948 года Северо-восточный университетский колледж был объединен с Харбинским университетом. Новая структура получила название Северо-восточная академия наук. В ноябре 1948 года данное учреждение переехало в Шэньян (провинция Ляонин), и вновь стало называться Северо-восточный университетский колледж. В 1950 году он вновь был переименован в Северо-восточный народный университет. После начала Корейской войны, университет был эвакуирован в Чанчунь, (провинция Цзилинь). В 1958 году он был переименован в Цзилиньский университет. В 2000 году в университет влились Цзилиньский технологический университет, Медицинский университет имени Бетьюна, Чанчуньский университет науки и техники и Чанчуньский колледж почты и коммуникаций. 29 августа 2004 года вторым кампусом для университета стал Университет военной логистики. В 2003 году основан кампус Чжухай.

## Структура университета

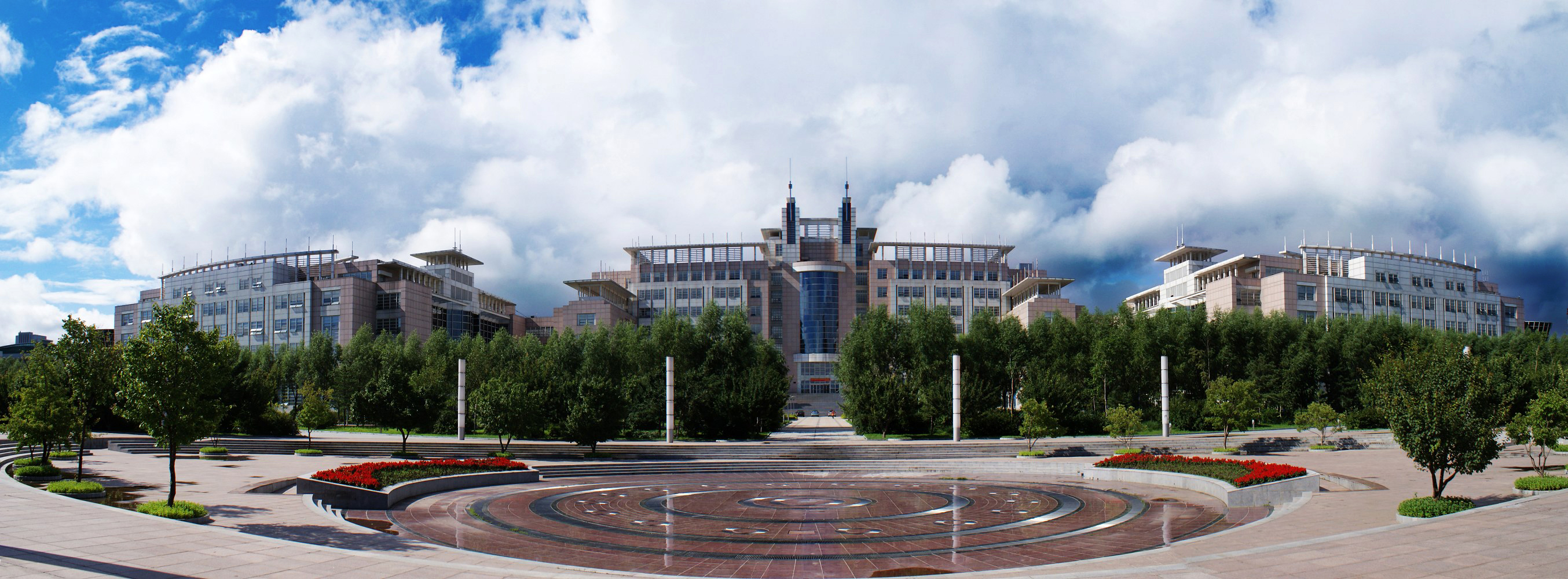

## Достижения
В университете насчитывается более 50 мультимедийных аудиторий и специализированных классов для языковой подготовки. Особое внимание уделяется оборудованию 20 лабораторий по фундаментальным наукам.
Университетская библиотека содержит около 5,26 млн томов.
в университете несколько кампусов.
Цзилиньский университет установил партнерские отношения с более, чем 130 университетами, колледжами и исследовательскими институтами из 40 стран и районов. Общее количество иностранных студентов, обучающихся в университете — более 2,3 тыс.

### Известные выпускники
- Лауреат Нобелевской премии мира в 2010 году китайский диссидент Лю Сяобо.